# ريج باركر
ريج باركر (بالإنجليزية: Reg Parker)‏ (10 يونيو 1921 في المملكة المتحدة - 1997) هو لاعب كرة قدم بريطاني في مركز الهجوم. لعب مع كارديف سيتي ونيوبورت كونتي.

## وصلات خارجية
- ريج باركر على موقع قاعدة بيانات كرة القدم.إي يو (الإنجليزية)